# 遠山政徳
遠山 政徳（とおやま まさのり）は、江戸時代前期から中期にかけての大名。陸奥国湯長谷藩の2代藩主。官位は従五位下・内膳正。

## 生涯
延宝2年（1674年）、堀直行（堀直景の次男）の次男として誕生した。子のない先代藩主・遠山政亮の養嗣子となり、元禄3年（1690年）に叙任する。元禄6年（1693年）に政亮が死去したため、元禄7年（1694年）1月23日に家督を継いだ。生涯独身で正室も子もなく、元禄16年（1703年）5月13日に30歳で死去する。死後、家督は養嗣子の内藤政貞（土方雄賀の次男）が継いだ。

## 系譜
父母
- 堀直行（実父）
- 本多政朝の娘（実母）
- 遠山政亮（養父）

養子
- 内藤政貞 ー 土方雄賀の次男